# Bimbels Zaubereimer
Bimbels Zaubereimer (Originaltitel: Bimble's Bucket) ist eine britische Zeichentrickserie, die zwischen 1996 und 1997 produziert wurde.

## Handlung
Bimbel lebt in Stelzenstadt und hilft wie die anderen Bewohner bei der Herstellung von Wolle. Eines Tages erhält er einen schmutzigen Eimer, bemerkt aber mit der Zeit, dass dieser magische Kräfte enthält. Dadurch kann er sich jeden Wunsch erfüllen. Er befreundet sich außerdem mit Winzibinzi, dem Wächter des magischen Eimers. Allerdings sind auch die Hexe Klara Klickeradmos und die Königin Kracks auf die Kräfte des Eimers aus. Bimbel versucht also, ihn zu beschützen und herauszufinden, was es mit dem Eimer auf sich hat und wieso er ihn erhalten hat.

## Produktion und Veröffentlichung
Die Serie wurde zwischen 1996 und 1997 in dem Vereinigten Königreich produziert. Dabei sind entstanden drei Staffeln mit 39 Folgen. Regie führte Martin Gates. Das Drehbuch schrieben Martin Gates und Sue Radley. Die Musik komponierte Chris Caswell.
Erstmals wurde die Serie am 5. Januar 1996 auf ITV Wales and West im Vereinigten Königreich ausgestrahlt. Die deutsche Erstausstrahlung erfolgte am 21. September 1999 auf Junior. Weitere Ausstrahlungen gab es auf RTL II und Premiere.

## Episodenliste

### Staffel 1
| Nr. | deutscher Titel       | englischer Titel      |
| 1   | Wie alles anfing      | The Beginning         |
| 2   | Wo ist der Eimer?     | The Really Bad Idea   |
| 3   | Der Goldmacher        | The Mistaken Identity |
| 4   | Die Katastrophe       | The Catastrophe       |
| 5   | Der Eimer im Baum     | The Journey           |
| 6   | Die Kristallkugel     | Pogo Time             |
| 7   | Die Vögel             | The Birds             |
| 8   | In der Unterwelt      | Marooned              |
| 9   | Die Mondbrücke        | The Moon Bridge       |
| 10  | Das Schrumpfpulver    | Nearly                |
| 11  | Der fliegende Teppich | The Carpet            |
| 12  | Katzenklau            | Catnap                |
| 13  | Die Rückkehr          | The Return            |

### Staffel 2
| Nr. | deutscher Titel            | englischer Titel      |
| 14  | Der Hexenkessel            | The Cauldron          |
| 15  | Das Blasenrohr             | The Homing Bubble     |
| 16  | Das große Fest             | The Fair              |
| 17  | Das grüne Monster          | Sploot’s Monster      |
| 18  | Die Hypnoflöte             | The Hypnopipe         |
| 19  | Seltsame Wünsche           | Dolly Rules           |
| 20  | Die Regenbogenfärber       | A Question Of Colours |
| 21  | Der Raketenthron           | Keep Fit              |
| 22  | Die Wibbels                | The Plant             |
| 23  | Die Königin hat Geburtstag | Queen Kak’s Birthday  |
| 24  | Der Roboter                | The Robot             |
| 25  | Die Vandalen               | Vandals               |
| 26  | Das Schnupfenmittel        | The Pogo Tournament   |

### Staffel 3
| Nr. | deutscher Titel      | englischer Titel   |
| 27  | Floh                 | Small              |
| 28  | Die grünen Tomaten   | Dad’s Tomatoes     |
| 29  | Das Fest der Märchen | Fairy Tale Day     |
| 30  | Das Schlamm-Monster  | The Sludge Monster |
| 31  | Frost im Palast      | The Freeze         |
| 32  | Torte mit Splotz     | Celebration        |
| 33  | Der Vielfraß-Vogel   | The Bird           |
| 34  | Die Riesenkrabbe     | The Crab           |
| 35  | Die Beulenfrüchte    | Pirates            |
| 36  | Die freche Cousine   | Sweetie            |
| 37  | Die Wetterhexe       | Weather Witch      |
| 38  | Unsichtbar           | Invisible          |
| 39  | Zwei Schafe          | Sheep              |